# Церемония MTV Video Music Awards 2010
27-я церемония музыкальных наград MTV Video Music Awards 2010 прошла 12 сентября 2010 года в Лос-Анджелесе в Nokia Theatre. Ведущей церемонии в этом году была Челси Хэндлер, став первой женщиной-ведущей VMA за последние 16 лет.
3 августа были объявлены номинанты премии. Наибольшее число номинаций получили Леди Гага и Эминем. Гага получила 13 (10 за «Bad Romance» и 3 за совместную с Бейонсе работу «Telephone»), Эминем номинирован на 9 премий (8 за сингл «Not Afraid» и 1 за совместную работу с Drake «Forever»). Бейонсе стала третьей с 8 (5 отдельно и 3 совместно с Леди Гагой). Также 5 номинаций у B.o.B. (4 за совместную работу с Хэйли Уильямс «Airplanes» и 1 за работу с Бруно Марс «Nothin' On You»), по 4 получили 30 Seconds to Mars, Kesha и Florence and the Machine.
Леди Гага установила рекорд, получив 13 номинаций на одной церемонии VMA . Также она стала первой женщиной, чьи 2 песни («Bad Romance» и «Telephone») были номинированы в категории Лучшее видео года. За вечер из 13 номинаций Гага победила в 8, став первой по этому показателю. Во время получения наград Гага в очередной раз поразила публику, появившись в платье, сшитом из кусочков сырого мяса, что вызвало бурную критику со стороны PETA.
Телевизионная трансляция собрала около 11.4 млн зрителей, что стало самым высоким показателем с 2002 года, а также став третьей передачей по числу телеаудитории за всю историю MTV.

## Номинации

### Видео года | Video of the Year
- 30 Seconds to Mars — «Kings and Queens»
- B.o.B (совместно с Hayley Williams) — «Airplanes»
- Eminem — «Not Afraid»
- Florence and the Machine — «Dog Days Are Over»
- Lady Gaga — «Bad Romance»
- Lady Gaga (совместно с Beyoncé) — «Telephone»

### Лучшее мужское видео | Best Male Video
- B.o.B (совместно с Hayley Williams) — «Airplanes»
- Jason Derülo — «In My Head»
- Drake — «Find Your Love»
- Eminem — «Not Afraid»
- Usher (совместно с will.i.am) — «OMG»

### Лучшее женское видео | Best Female Video
- Beyoncé (совместно с Lady Gaga) — «Video Phone»
- Kesha — «Tik Tok»
- Lady Gaga — «Bad Romance»
- Katy Perry (совместно с Snoop Dogg) — «California Girls»
- Taylor Swift — «Fifteen»

### Лучший новый артист | Best New Artist
- Justin Bieber (совместно с Ludacris) — «Baby»
- Broken Bells — «The Ghost Inside»
- Jason Derülo — «In My Head»
- Kesha — «Tik Tok»
- Nicki Minaj (совместно с Sean Garrett) — «Massive Attack»

### Лучшее поп видео | Best Pop Video
- Beyoncé (совместно с Lady Gaga) — «Video Phone»
- B.o.B (совместно с Bruno Mars) — «Nothin' on You»
- Kesha — «Tik Tok»
- Lady Gaga — «Bad Romance»
- Katy Perry (совместно с Snoop Dogg) — «California Gurls»

### Лучшее рок видео | Best Rock Video
- 30 Seconds to Mars — «Kings and Queens»
- Florence and the Machine — «Dog Days Are Over»
- MGMT — «Flash Delirium»
- Muse — «Uprising»
- Paramore — «Ignorance»

### Лучшее хип-хоп видео | Best Hip-Hop Video
- B.o.B (совместно с Hayley Williams) — «Airplanes»
- Drake (совместно с Kanye West, Lil Wayne и Eminem) — «Forever»
- Eminem — «Not Afraid»
- Jay-Z (совместно с Swizz Beatz) — «On to the Next One»
- Kid Cudi (совместно с MGMT и Ratatat) — «Pursuit of Happiness»

### Лучшее танцевальное видео | Best Dance Music Video
- Cascada — «Evacuate the Dancefloor»
- David Guetta (совместно с Akon) — «Sexy Chick»
- Enrique Iglesias (совместно с Pitbull) — «I Like It»
- Lady Gaga — «Bad Romance»
- Usher (совместно с will.i.am) — «OMG»

### Лучший дуэт | Best Collaboration
- 3OH!3 (совместно с Kesha) — «My First Kiss»
- Beyoncé (совместно с Lady Gaga) — «Video Phone»
- B.o.B (совместно с Hayley Williams) — «Airplanes»
- Jay-Z и Alicia Keys — «Empire State of Mind»
- Lady Gaga (совместно с Beyoncé) — «Telephone»

### Прорыв видео | Breakthrough Video
- Dan Black — «Symphonies»
- The Black Keys — «Tighten Up»
- Coldplay — «Strawberry Swing»
- Gorillaz (совместно с Bobby Womack и Mos Def) — «Stylo»

### Лучшая режиссура | Best Direction in a Video
- 30 Seconds to Mars — «Kings and Queens» (Режиссёр: Бартоломео Каббинз)
- Eminem — «Not Afraid» (Режиссёр: Rich Lee)
- Jay-Z и Alicia Keys — «Empire State of Mind» (Режиссёр: Hype Williams)
- Lady Gaga — «Bad Romance» (Режиссёр: Francis Lawrence)
- Pink — «Funhouse» (Режиссёр: Dave Meyers)

### Лучшая хореография | Best Choreography in a Video
- Beyoncé (совместно с Lady Gaga) — «Video Phone» (Хореографы: Frank Gatson Jr., Phlex and Bryan Tanaka)
- Lady Gaga — «Bad Romance» (Хореограф: Laurie Ann Gibson)
- Lady Gaga (совместно с Beyoncé) — «Telephone» (Хореограф: Laurie Ann Gibson)
- Janelle Monáe (совместно с Big Boi) — «Tightrope» (Хореографы: Janelle Monáe и the Memphis Jookin Community)
- Usher (совместно с will.i.am) — «OMG» (Хореограф: Aakomon «AJ» Jones)

### Лучшие спецэффекты в видео | Best Special Effects in a Video
- Dan Black — «Symphonies» (Corinne Bance and Axel D’Harcourt)
- Eminem — «Not Afraid» (Animaholics-VFX)
- Green Day — «21st Century Breakdown» (Laundry)
- Lady Gaga — «Bad Romance» (Skulley Effects VFX)
- Muse — «Uprising» (Humble TV, Sam Stephens)

### Лучшая художественная работа | Best Art Direction in a Video
- 30 Seconds to Mars — «Kings and Queens» (Marc Benacerraf)
- Beyoncé (совместно с Lady Gaga) — «Video Phone» (Lenny Tso)
- Eminem — «Not Afraid» (Ethan Tobman)
- Florence and the Machine — «Dog Days Are Over» (Louise Corcoran and Aldene Johnson)
- Lady Gaga — «Bad Romance» (Charles Infante)

### Лучший монтаж | Best Editing in a Video
- Eminem — «Not Afraid» (Ken Mowe)
- Lady Gaga — «Bad Romance» (Jarrett Fijal)
- Miike Snow — «Animal» (Frank Macias)
- Pink — «Funhouse» (Chris Davis)
- Rihanna — «Rude Boy» (Clark Eddy)

### Лучшая операторская работа | Best Cinematography in a Video
- Eminem — «Not Afraid» (Оператор: Chris Probst)
- Florence and the Machine — «Dog Days Are Over» (Оператор: Adam Frisch)
- Jay-Z и Alicia Keys — «Empire State of Mind» (Оператор: John Perez)
- Lady Gaga — «Bad Romance» (Оператор: Thomas Kloss)
- Mumford & Sons — «Little Lion Man» (Оператор: Ben Magahy)

### Лучший латиноамериканский артист года | Tr3́s Latino Artist of the Year
- Aventura
- Camila
- Daddy Yankee
- Pitbull
- Shakira
- Wisin y Yandel[3]

## Выступления

### Пре-шоу
- Nicki Minaj (совместно с Will.i.am) — «Your Love» (intro) / «Check It Out»

### Основное шоу
- Eminem (совместно с Rihanna) — «Not Afraid» / «Love the Way You Lie»
- Justin Bieber — «U Smile» (intro) / «Baby» / «Somebody to Love»
- Usher — «DJ Got Us Fallin' in Love» / «OMG»
- Florence and the Machine — «Dog Days Are Over»
- Taylor Swift — «Innocent»[4][5]
- Drake (совместно с Mary J. Blige и Swizz Beatz) — «Fancy»
- B.o.B and Paramore (совместно с Bruno Mars) — «Nothin' on You» (intro) / «Airplanes» / «The Only Exception»
- Linkin Park — «The Catalyst»
- Kanye West (featuring Pusha T) — «Runaway»

В доме артистов был deadmau5. С ним также выступали:
- Travie McCoy — «Billionaire»
- Jason Derülo — «Ridin' Solo»
- Robyn — «Dancing on My Own»

На улице выступили N*E*R*D и Ciara с песней «Hot N' Fun».

## При участии
- Lindsay Lohan, Rick Ross, Flo Rida и Lil Jon — появлялись в скетче, в начале шоу
- Ellen DeGeneres — презентовала лучшее женское видео
- Kim Kardashian — представила Джастин Бибера
- Актёры Jackass 3D — презентовали лучшее рок видео
- Kesha и Trey Songz — представили Ашера
- Katy Perry и Nicki Minaj — презентовали лучшее мужское видео
- Jared Leto и Ashley Greene — представили Florence and the Machine
- Cory Monteith, Chris Colfer, Amber Riley и Jane Lynch — презентовали лучшее поп видео
- Rosario Dawson и Chris Pine — представили Тейлор Свифт
- Jesse Eisenberg, Andrew Garfield и Justin Timberlake — представили Drake, Mary J. Blige и Swizz Beatz
- Joe Manganiello и Evan Rachel Wood — презентовали профессиональную награду
- Актёры сериала Jersey Shore — появились на сцене вместе с ведущей.
- Sofía Vergara — презентовали лучшее хип-хоп видео
- Селена Гомес и Ne-Yo — представили B.o.B, Bruno Mars и Paramore
- Romeo и Victoria Justice — презентовали лучшего нового артиста
- Emma Stone и Penn Badgley — представили Linkin Park
- Cher — презентовала лучшее видео года
- Aziz Ansari — представил Kanye West